# 郭允冲
郭允冲（1953年1月—2020年5月25日），男，江苏启东人，中华人民共和国政治人物。中国共产党党员。兰州铁道学院（现兰州交通大学）运输系运输专业毕业，研究生学历，工学硕士学位，高级工程师。

## 生平
郭允冲历任国务院办公厅秘书（对口时任国务院副总理吴邦国），沈阳市副市长，中纪委驻信息产业部纪检组组长、驻住房和城乡建设部纪检组组长等职。2009年5月至2013年7月，任住房和城乡建设部副部长。2012年6月，任中国土木工程学会理事长。2013年3月，任中国建设监理协会会长。2020年5月25日，因病医治无效在北京逝世，享年67岁。